# Мочалов, Павел Петрович
Па́вел Петро́вич Мочало́в (7 [20] июля 1909, Киев — 16 января 1988, Куйбышев) — деятель советской промышленности, первый директор Куйбышевского металлургического завода. Герой Социалистического Труда (1971), лауреат Ленинской премии и Премии Совета Министров СССР.

## Биография
Родился в городе Киеве. Русский. В 1911 году с родителями переехал в Саратов, здесь вырос, окончил школу. В пять лет Павел остался без отца, мать, врач по профессии, одна поднимала двоих детей. В 1928 году окончил Саратовский индустриальный техникум по специальности «техник по тепловым установкам». Трудовую деятельность начал на заводе «Пионер» (город Вольск) техником, затем стал заведующим технологическим бюро.
В 1929 году перебрался в Москву, начав работать конструктором проектной конторы «Кожпроект». Затем был инженером, заведующим тепловым бюро завода № 95 (Московский металлургический завод алюминиевого проката) Народного комиссариата авиационной промышленности. В 1932 году экстерном без отрыва от производства окончил Московский институт кожевенной промышленности, получил диплом инженера-механика.
В 1933 году был призван в РККА, службу проходил красноармейцем бригады им. Калиновского в городе Наро-Фоминске. В 1934 году был уволен в запас. Работал начальником монтажного отдела оловокомбината треста «Союзникельоловострой». С 1936 года по 1937 год — главный механик, начальником отдела капитального строительства подольского оловопроизводства.
С 1937 года работал начальником отдела капитального строительства завода № 95 «Глававиапрома» (Москва), производящего полуфабрикаты из алюминиевых и магниевых сплавов для самолётов и авиационных моторов. После начала Великой Отечественной войны завод был эвакуирован в город Верхняя Салда Свердловской области. Павел Петрович много сделал для становления эвакуированного на Урал завода, при его непосредственном участии в рекордно короткий срок был налажен выпуск продукции, столь необходимой воюющей стране. В 1941 году вступил в ВКП(б).
В октябре 1945 года был назначен директором вновь построенного металлургического завода в городе Каменск-Уральский. В предельно сжатые сроки ему удалось создать дееспособный коллектив и освоить проектные мощности завода.
В 1951 году был назначен директором строящегося в Куйбышеве металлургического (алюминиевого) завода № 511, и по совместительству директором треста «Металлургстрой» — организации, созданной для строительства этого завода. Мочалов был и начальником строительства, и директором будущего завода. Активно участвуя не только в строительстве, но и в проектировании нового завода, он упорно отстаивал внедрение прогрессивных технологий обработки алюминиевых сплавов.
За четыре с небольшим года трест выполнил огромный объём строительно-монтажных работ: миллионы кубометров вынутой и перемещенной земли, сотни тысяч кубометров уложенного бетона и железобетона, многие тысячи тонн изготовленных и смонтированных металлоконструкций. Кроме всего прочего, за это сравнительно короткое время было изготовлено и установлено более ста тысяч тонн металлургического оборудования. В 1955 году была дана первая плавка.
В 1958 году был начат выпуск труб для авиационной промышленности, сразу же после пуска в эксплуатацию трубопрокатного цеха. За короткий срок были освоены прогрессивные технологии прессования, прокатки, калибровки, термообработки и правки труб ответственного назначения. Куйбышевский металлургический завод стал единственным в стране, выпускающим тонкостенные трубы с высокой точностью геометрических параметров для авиакосмической промышленности.
Одновременно с заводом строились и жильё, и Дворец культуры, парк, футбольный стадион, и всё, что необходимо для нормальной жизни. Мочалов начинал строительство завода с первого колышка и довёл до сдачи правительственной комиссии. В августе 1958 году государственная комиссия приняла в эксплуатацию Волжскую ГЭС имени В. И. Ленина в комплексе с гидроузлом. В 1960 году комиссией был принят и Куйбышевский металлургический завод.
Завод, оснащенный самым современным и уникальным металлургическим оборудованием с начала 1960 года становится основным в стране поставщиком материалов и полуфабрикатов из алюминиевых сплавов для авиационной и ракетно-космической техники. Куйбышевский металлургический завод стал своеобразным полигоном для разработки, испытания и внедрения в практику самых передовых технологий и оборудования для обработки алюминия. Многое из того, что появилось на Куйбышевском металлургическом, было впервые в мире.
Завод всегда работал в тесной связи со всеми куйбышевскими предприятиями ракетно-космического комплекса. С 1961 года по 1962 год, когда в СССР встал вопрос о создании крупных космических аппаратов для околоземных и межпланетных полетов, завод был привлечен к изготовлению топливных баков, как имеющий самое мощное в стране листопрокатное производство, «уникальное штамповочное оборудование» — пресса усилием 6 000, 30 000 и 75 000 тонн, позволяющие получать нужные виды продукции.
Через 10 лет после начала работы завода, по инициативе Павла Петровича, была проведена коренная реконструкция завода, позволившая увеличить выпуск продукции на существующих площадях, не увеличивая численности работающих, а за счет повышения производительности труда.
Избирался членом Куйбышевского обкома КПСС, многократно избирался делегатом заводских, районных, городских и областных конференций КПСС. В 1966—1970 годах был депутатом Верховного Совета СССР.
Указом Президиума Верховного совета СССР от 26 июля 1971 года за большие заслуги в деле досрочного выполнения пятилетнего плана и внедрения новой техники Мочалову было присвоено звание Героя Социалистического Труда.
В 1979 году Мочалов ушёл на пенсию. Жил в Куйбышеве. В 1986 году Куйбышевское книжное издательство выпустило книгу воспоминаний П. П. Мочалова «Река моей жизни».
Умер 16 января 1988 года. Похоронен на центральной линии самарского кладбища «Рубёжное».
Внук — ректор Самарского государственного социально-педагогического университета О. Д. Мочалов.

## Награды и звания
- Медаль «Серп и Молот»
- Четыре ордена Ленина
- Орден Октябрьской Революции
- Два ордена Трудового Красного Знамени
- Орден «Знак Почёта»
- Ленинская премия (1964)
- Премия Совета Министров СССР[5]
- Почётный гражданин Куйбышева (Самары) (29 июня 1979)
- другие награды.

## Память
- В Самаре на здании Дворца культуры металлургов (в 2010 году) и на проходной Самарского металлургического завода (в 2009 году) были установлены мемориальные доски в память о герое.
- Площадь Мочалова
- Лучшие металлурги Самарского завода становятся лауреатами премии имени П. П. Мочалова.
- На площади Мочалова перед Дворцом металлургов установлен памятник П. П. Мочалову (открыт 25 ноября 2019)[6].
- Имя П.П. Мочалова носит школа № 96 Кировского района г. Самары, на здании которой в апреле 2007 года была открыта мемориальная доска[2].